# Шотландія
 Шотла́ндія (Альба, шотл. гел. Alba МФА: [ˈalˠ̪əpə], англ. Scotland МФА: [ˈskɒt.lənd]) — країна у Західній Європі, що належить до Сполученого королівства Великої Британії та Північної Ірландії. Колись незалежна держава. Займає північну частину Великої Британії, на півдні межує з Англією, на сході її береги омиває Північне море, на півночі й заході Атлантичний океан, на південному заході — Північна протока та Ірландське море. Окрім того, Шотландія складається ще із близько 790 островів, серед яких архіпелаги Шетландські, Оркнейські та Гебридські острови.
Единбург, друге найбільше місто і столиця країни, є одним із найбільших європейських фінансових центрів. Единбург був осередком шотландського просвітництва 18 століття, яке перетворило Шотландію на потужну торгову, інтелектуальну та промислову країну. Глазго — найбільше місто Шотландії — свого часу було одним із провідних промислових міст світу, нині ж є центром міської агломерації Великого Глазго. До акваторії Шотландії належить велика частина Північної Атлантики та Північного моря, що містить найбільші запаси нафти у Європейському Союзі. Це дало містові Абердину — третьому найбільшому місту країни — титул європейської нафтової столиці.
Шотландське королівство як суверенна держава постало у ранньому середньовіччі та зберігалося до 1707 року, хоч і було в персональній унії з Англійським та Ірландським королівствами з 1603 року, коли король шотландський Джеймс VI успадкував англійський та ірландський трони. 1 травня 1707 року Шотландія увійшла до політичного союзу з Англією, щоб відтак утворити Королівство Великої Британії.. Це об'єднання стало результатом Союзного договору, підписаного 1706 року, та прийняття двох однакових актів Союзу парламентами обох країн, попри значну антисоюзну опозицію та протести в Единбурзі, Глазго та в інших містах.
Правова система Шотландії залишається окремою від Англії, Уельсу та Північної Ірландії. Шотландія зберігає відмінну юрисдикцію у публічному та приватному праві Тривалий розвиток правових, освітніх та релігійних інституцій окремо від решти Об'єднаного королівства спричинився до збереження та плекання своєрідної шотландської культури та національної ідентичності навіть у часі перебування країни в союзі. Внаслідок успішного референдуму щодо деволюції законодавчої гілки влади у 1997 році парламент Шотландії отримав великі повноваження у розв'язанні місцевих проблем країни. У 2011 році Шотландська національна партія виграла більшість місць у парламенті на виборах та провела референдум щодо незалежності 18 вересня 2014 року, за результатом якого проти незалежності висловилися 2 мільйони 1 тисяча 926 осіб (55,3 %), за незалежність — 1 мільйон 617 тисяч 989 шотландців (44,7 %). Явка склала 84,59 %. Обговорюють також другий, повторний референдум.

## Походження назви
Англійська назва Шотландії Scotland походить від латинської назви гельських племен скотів (scoti). Пізньолатинська назва Скотія (Scotia, «країна гелів») первинно вживалася щодо Ірландії. До 11 століття назва Скотія застосовувалась щодо гельськомовної частини Шотландії, на північ від річки Форс, як і назви Албанія (Albania) та Олбані (Albany), що обидві походять від гельського Alba. Сучасного значення слова скоти й Шотландія набули у пізньому середньовіччі.

## Історія

### Рання історія

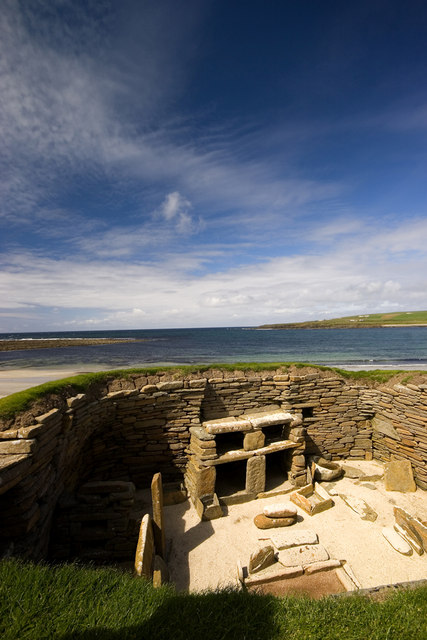
Скара-Брей, бл. 3100-2500 рр. до н. е., найкраще збережене поселення епохи неоліту в Європі

Періодичні зледеніння, котрі повністю покривали сучасну Шотландію, очевидно зруйнували будь-які сліди проживання людини на цій території перед добою мезоліту. Вважається, що перші групи мисливців і збирачів з'явилися тут близько 12 800 років тому, коли крижаний покрив відступив після останнього зледеніння.
Групи поселенців почали будувати перші постійні житла на шотландській землі близько 9 500 років тому, а перші села — близько 6 000 років тому. Зокрема, цим періодом датують добре збережене поселення Скара-Брей на острові Мейнленд Оркнейського архіпелагу. Неолітичні поселення, поховання та ритуальні місця добре відомі та чудово збереглися на Північних та Західних островах Шотландії, позаяк відсутність лісів змушували людей того часу зводити житла з місцевого каменю.
У 2500—2000 роках до нашої ери на Британські острови прибула хвиля переселенців з південного заходу, ймовірно з Іберійського півострова і сусідніх областей приатлантичної частини сучасної Франції. Ці прибульці заселили Ірландію і західні області Шотландії й Англії.

### Доба Римської імперії
У період римського панування на Британських островах територія сучасної Шотландії залишалася здебільшого поза межами безпосереднього римського контролю. Античні автори, зокрема Амміан Марцеллін і Птолемей, згадують про низку племен, що мешкали на цих землях. Серед них: каледони, дікаледони, вертуріони, корнавії, луги, керени, смерти, карнонаки, креони, епідії, вакомаги, деканти, тедзали, венікони. Вважається, що ці племена належали до різних етнічних груп — серед них були як кельтські, так і доіндоєвропейські аборигенні народи.
У 78 році н.е. римські війська під проводом губернатора Гнея Юлія Агріколи вдерлися на територію південної Шотландії. Вони зіткнулися з сильним спротивом місцевих племен, особливо каледонців. Найвідомішим зіткненням стала битва при Монс Граупіус (ймовірно 83 або 84 року), під час якої римляни здобули перемогу, однак не змогли встановити тривалий контроль над північною частиною острова.
Нездатність римлян підкорити шотландські племена змусила їх перейти до оборонної стратегії. У 122 році імператор Адріан наказав звести потужну прикордонну споруду — Адріанів вал, що тягнувся від узбережжя Ірландського моря до Північного моря, приблизно на південь від сучасного шотландсько-англійського кордону. Цей вал мав стримувати набіги з півночі.
Близько 142 року, за правління імператора Антоніна Пія, римляни просунулися північніше та спорудили ще один оборонний вал — Вал Антоніна, між затоками Ферт-оф-Клайд та Ферт-оф-Форт. Однак його утримували недовго — приблизно до 160-х років.
До кінця III століття римляни поступово втрачали контроль над прикордонними землями. Каледонські племена та інші групи, пізніше відомі як пікти, здійснювали регулярні набіги на римські території. У IV столітті ситуація ще більше погіршилася, і римляни зрештою залишили північні рубежі. До початку V століття, з остаточним виведенням римських військ із Британії, територія Шотландії повернулася під повний контроль місцевих племен.

### Середньовіччя
У середині 1-го тисячоліття н. е. основну частину країни займали пікти, що утворилися як єдиний народ в результаті злиття різних племен, на півдні жили групи бритів, витіснені з Англії англосакцями. Пікти утворили королівство піктів або Альбу. Ірландські джерела свідчать про існування королівства піктів — Альба в глибоку давнину, що сумнівно. За ірландськими джерелами, пікти називалися круіхні та частина їх переселилася в Ірландію. Королівство піктів — Альба, судячи з усього, існувало в V—IX століттях. Найбільш відомими королями піктів були Бріде син Маелгуна, Бріде син Білі, Онуйст син Вургуйста. Наприкінці V й на початку VI ст. на західні береги Шотландії з Ірландії переселилися кельтські племена скоттів. Скотти утворили на заході Шотландії своє королівство Дал Ріада. У VIII ст. королівство Дал Ріада завоювало Альбу і скотти майже повністю винищили піктів. Останній раз пікти як народ згадуються в IX столітті. Скотти заселили Шотландію, асимілювавши залишки піктів. Племінна назва скотти поступово перейшла на назву всієї країни.
До середини IX століття, після завоювання піктів скоттами, було створене єдине королівство, що поширило свій вплив на всю Шотландію. На початку XI століття до складу цього королівства ввійшли райони східного узбережжя й рівнина Лотіану, заселені англами.
Шотландське королівство зазнавало набігів скандинавів, які створили собі бази на Оркнейських й Гебридських островах.
Нормандські завоювання Британії не зачепило Шотландії, хоча шотландський король визнав себе васалом Вільгельма Завойовника. Однак опосередкований вплив цього завоювання був досить значним. Приплив на шотландські землі англосаксів, що втікали від норманів, сприяв поширенню їхньої мови на цих землях. Англійський вплив посилився у XII столітті, після шлюбів між шотландськими й англійськими королівськими родинами. Шотландський королівський двір занглізувався й став центром англосаксонської культури в Шотландії. Провідниками цієї культури були англійські феодали, які були запрошені на службу шотландським королем.
Шотландія вважається батьківщиною гольфу, який з'явився тут у XV столітті. Несподівана популярність гри була практично поголовною, вона стала перешкодою для підготовки до військових дій, що і послужило причиною того, що король Джеймс I наклав заборону на цю, здавалося б, просту гру.
Наприкінці XIII століття Англія намагалася захопити Шотландію, але шотландці чинили шалений опір англійцям. Повстання очолив Роберт Брюс. Англійські війська були розбиті й за договором 1328 року Англія визнала її незалежність. Роберт Брюс став королем Шотландії. Наприкінці XIV століття було створено парламент Шотландії.

### Новий час
Церковна реформа в середині XVI століття укріпила в Шотландії пресвітеріанство. 1560 року парламент прийняв закон про визнання пресвітеріанської церкви державною церквою Шотландії. Офіційною мовою Шотландії стала мова, утворена на основі мови англосаксонських переселенців зі значним впливом гельської мови. Ця мова була названа шотландською мовою.
На початку XVII століття зв'язки з Англією значно послабшали, коли шотландці не прийняли намагання Карла I зблизити англіканську церкву з католицькою й поширити її вплив на всю Шотландію. 1625 року представники шотландських дворян, священників і буржуазії уклали Ковенант — акт про національний союз для захисту пресвітеріанської церкви. Шотландці зібрали сильну армію, зайняли північ Англії й примусили Карла I дати обіцянку поважати релігійні й політичні свободи Шотландії. Шотландці визнали своїм королем сина Карла I.
1650 року Олівер Кромвель захопив значну частину Шотландії.
1707 року між Шотландією й Англією було укладено унію про політичне й економічне об'єднання в єдину державу, що отримала назву Велика Британія. Серед народних мас Шотландії цей союз не був популярним. Пом'якшення у відносинах між шотландцями й англійцями настало лише у другій половині XVIII століття, коли укріпилися економічні й культурні зв'язки.

### ХІХ століття
Упродовж ХІХ століття Шотландія залишалася частиною Сполученого Королівства, однак зберігала окрему правову систему, освіту та церковне управління. Промислова революція кардинально змінила економіку та суспільство країни. Регіони Центрального поясу — зокрема Глазго, Единбург і Данді — перетворилися на великі промислові центри, відомі виробництвом вугілля, сталі, текстилю, суднобудування та машинобудування. Глазго, завдяки своєму порту, став одним із провідних індустріальних міст Британської імперії.
Паралельно з економічним зростанням відбувалися й соціальні зміни. Внаслідок огорожування земель і аграрних реформ багато сільських мешканців — особливо в гірських районах — були змушені покидати свої домівки. Це спричинило хвилі еміграції до Канади, Австралії, США та інших країн. Гельськомовне населення Гайленду (Шотландського нагір’я) зазнало культурної та мовної асиміляції, що спричинило занепад гельської мови.
Водночас відродився інтерес до шотландської культури й історії. Романтичний образ Шотландії, зокрема через твори Волтера Скотта, здобув популярність як у самій країні, так і за її межами. У 1822 році, під час візиту короля Георга IV до Единбурга, було публічно відновлено шотландські традиції, включно з ношенням кілтів та іншими атрибутами гірської культури.
У другій половині ХІХ століття активізувався політичний рух за більшу автономію Шотландії в межах Британської імперії. Цей рух мав переважно конституційний і культурний характер, але вже наприкінці століття, а особливо на початку ХХ століття, сформувалися перші організації, що відкрито виступали за самоуправління або незалежність. Ці ідеї згодом переросли в організований шотландський націоналізм, який продовжив розвиватися у ХХ столітті.

### XX століття
На початку XX століття Шотландія залишалася індустріально розвиненим регіоном Великої Британії, зосередженим на суднобудуванні, важкому машинобудуванні, вугільній та текстильній промисловості. Глазго вважався «другою столицею імперії» після Лондона.
Під час Першої світової війни Шотландія відіграла важливу роль у воєнних зусиллях Британії. Вона забезпечувала флот і армію кораблями, зброєю, продуктами харчування (зокрема рибою), текстилем і фінансовими ресурсами. З населенням 4,8 мільйона у 1911 році, понад 500 тисяч шотландців були мобілізовані на фронт, з яких понад чверть загинули, а близько 150 тисяч зазнали серйозних поранень. Видатним військовим командувачем був шотландець фельдмаршал Дуглас Гейґ, який очолював британські війська на Західному фронті.
Після війни країна зіткнулася з економічною нестабільністю: спостерігалося зростання безробіття, спад промисловості, зокрема у важкому виробництві та суднобудуванні. У міжвоєнний період Шотландія зазнала масштабного економічного спаду, що призвело до соціальної напруги та хвиль еміграції. Багато шотландців виїхали до Канади, Австралії та інших країн Британської співдружності.
Під час Другої світової війни Шотландія знову стала важливим стратегічним регіоном. Її корабельні верфі, військово-морські бази та авіаційні заводи були критично важливими для британської оборони. Великі міста, зокрема Глазго і Клайдбанк, зазнали бомбардувань під час нальотів Люфтваффе. Тисячі шотландців знову були мобілізовані до збройних сил.
Після війни почалося поступове згортання традиційної промисловості, натомість розвивалися нові галузі, як-от електроніка, фінанси та нафтова індустрія, особливо після відкриття нафти в Північному морі в 1970-х роках. У другій половині XX століття активізувався рух за автономію Шотландії. У 1934 році було створено Шотландську національну партію (ШНП), яка виступала за відновлення шотландської незалежності.
У 1979 році було проведено перший референдум щодо створення Шотландського парламенту, однак ініціатива не здобула достатньої підтримки. Лише в 1997 році другий референдум пройшов успішно, і в 1999 році був офіційно відкритий новий парламент Шотландії в Единбурзі, який отримав широкі повноваження в галузі освіти, охорони здоров’я, транспорту, сільського господарства та місцевого самоврядування

### XXI століття
Будівля шотландського парламенту в Голіруді відкрита в жовтні 2004 року після тривалих затримок будівництва та перевищення бюджету. Форма пропорційного представництва в парламенті Шотландії (система додаткових членів) призвела до того, що жодна партія не мала загальної більшості на перших трьох парламентських виборах у Шотландії.

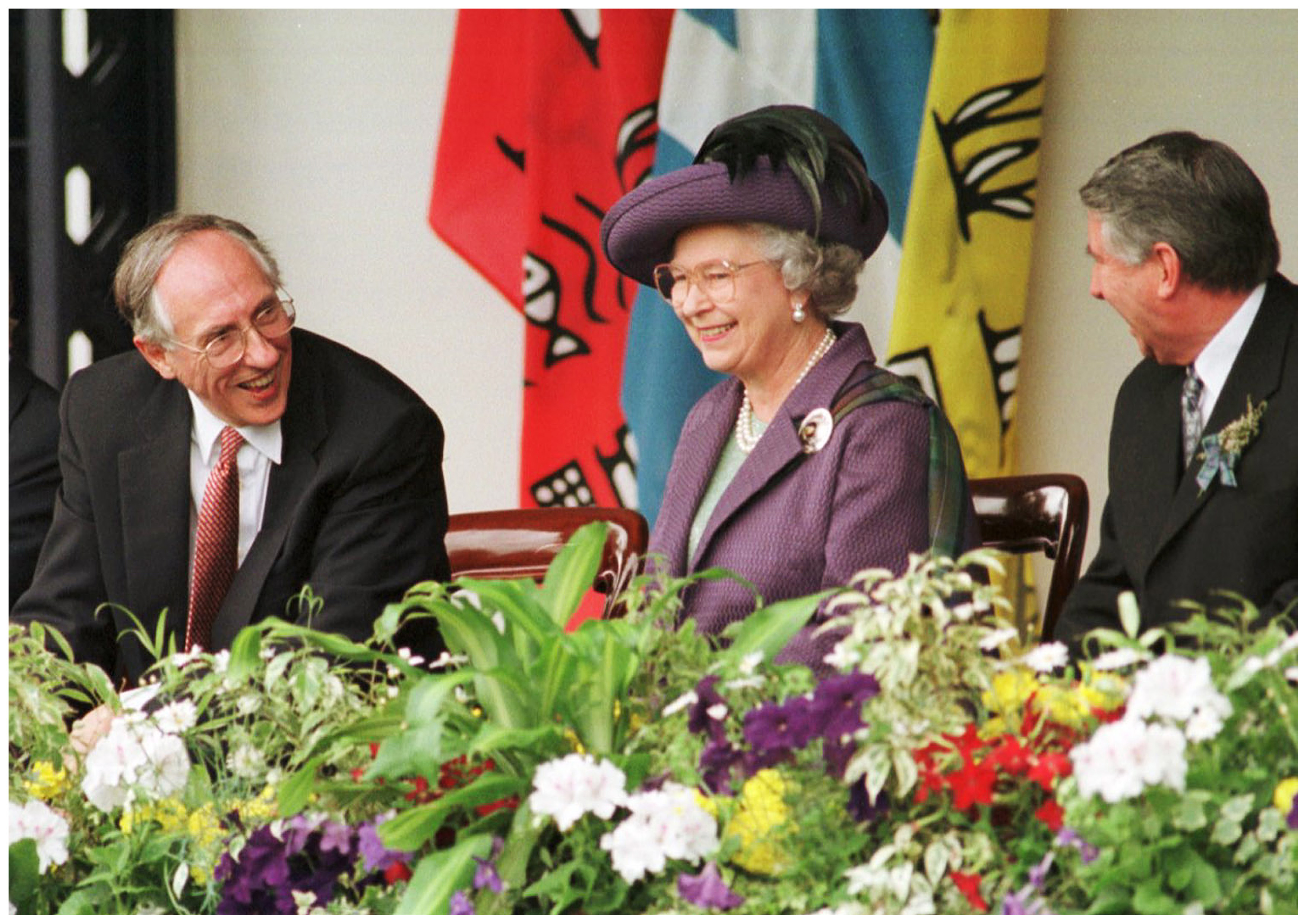
Офіційне відновлення роботи шотландського парламенту в липні 1999 року за участю Дональда Дьюара, тодішнього першого міністра Шотландії (ліворуч) і королеви Єлизавети II (у центрі).

Шотландська національна партія, яка виступає за незалежність на чолі з Алексом Салмондом, отримала загальну більшість на виборах 2011 року, вигравши 69 зі 129 доступних місць. Успіх SNP у досягненні більшості в парламенті Шотландії проклав шлях до референдуму про незалежність Шотландії у вересні 2014 року. 55 % проголосували проти незалежності. Більше повноважень, зокрема щодо оподаткування, було передано парламенту Шотландії після референдуму після міжпартійних переговорів у Комісії Сміта.
Після референдуму 2014 року такі події, як вихід Великобританії з Європейського Союзу, всупереч тому, що більшість виборців у Шотландії проголосували за те, щоб залишитися членом ЄС, призвели до закликів до другого референдуму про незалежність. У 2022 році лорд-адвокат Дороті Бейн наполягала на необхідності провести ще один референдум з цього питання, а Верховний суд пізніше виніс рішення проти цього аргументу. Після рішення Верховного суду уряд Шотландії заявив, що бажає внести поправки до Закону про Шотландію 1998 року, які б дозволили провести новий референдум 2023 року.

## Географія
Площа — 78,772 км².
Столиця — Единбург.

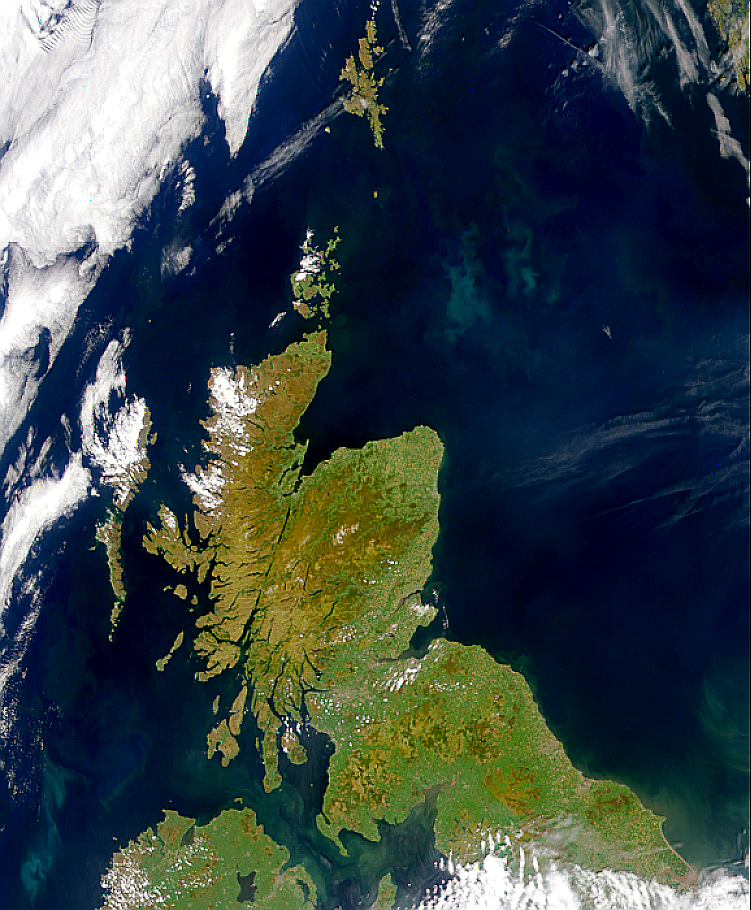
Знімок з космосу

Найбільші міста: Глазго, Данді, Абердин.
Шотландія складається з таких частин: Гайлендс (Верховина) на півночі (разом із Грампіанськими горами); у центрі — Ловлендс (Низовина; включно з долинами річок Клайд та Форт), де мешкає основна частина населення і знаходиться головна промислова зона; Південні Аплендс та острови (Оркнейські, Шетландські і Західні). Найпівденніша точка — Малл-оф-Ґалловей.

## Економіка
Промисловість: електроніка, виробництво двигунів для кораблів та літаків, одягу, паперу, харчів. Видобуток нафти та природного газу. Розвинений туризм.
Валюта — фунт стерлінгів.

## Населення
Згідно з переписом населення 2001 року, населення Шотландії становило 5 062 011 осіб. До червня 2010 року воно зросло до 5 222 100. Якби Шотландія була незалежною державою, то посіла б 113-те місце за чисельністю мешканців серед інших країн світу. Столиця Единбург не найбільше місто країни, воно поступається місту Глазго з населенням 584 000 осіб та агломерацією з 1,2 млн мешканців, що становить майже чверть населення Шотландії. За статистикою, найчастіше рудоволосих людей можна побачити на південному сході Шотландії, де зосереджено майже 40 % вогненних зі всієї земної кулі.

### Мови
Мови: англійська; гельська (розмовляють близько 1,3 % населення).

### Релігія
Релігії: пресвітеріанство («Церква Шотландії»), католицтво.

<div style="border: solid transparent;position:absolute;width:100px;line-height:0;
<div style="border: solid transparent;position:absolute;width:100px;line-height:0;
<div style="border: solid transparent;position:absolute;width:100px;line-height:0;
Результати перепису 2011

## Відомі шотландці
Роберт Брюс, Вільям Воллес, Вальтер Скотт, Роберт Бернс, Роберт Льюїс Стівенсон, Артур Конан Дойл, Адам Сміт, Еван Стюарт, Енді Стюарт, Шон Коннері, Френк Гласс, Девід Теннант.

## Політичний устрій
Шотландія має свій парламент і 72 місця у британському парламенті у Вестмінстері. Тутешнє управління схоже до англійського. У Шотландії є рух за незалежність, і за надання більших повноважень Шотландським зборам. Незважаючи на відцентрові настрої у Шотландії, британський уряд не підтримує ідею щодо її незалежності, та після Виходу Британії з ЄС планує зміцнити стосунки між частинами Сполученого Королівства.

## Адміністративний поділ
У 1996 році рішенням Парламенту Великої Британії Шотландія була розділена на 32 області:
|  | 1. Абердиншир 2. Абердин 3. Східний Ейршир 4. Північний Ейршир 5. Південний Ейршир 6. Ангус 7. Аргілл-і-Б'ют 8. Західні острови 9. Глазго 10. Східний Данбартоншир 11. Західний Данбартоншир 12. Дамфріс-і-Галловей 13. Данді 14. Інверклайд 15. Клакманнаншир 16. Північний Ланаркшир 17. Південний Ланаркшир 18. Східний Лотіан 19. Західний Лотіан 20. Середній Лотіан 21. Морей 22. Оркнейські острови 23. Перт-і-Кінросс 24. Ренфрюшир 25. Східний Ренфрюшир 26. Стерлінг 27. Файф 28. Фолкерк 29. Гайленд 30. Шетлендські острови 31. Шотландські кордони 32. Единбург |

## Дизайн одягу та рукоділля
Шотландія знаменита своїм національним чоловічим одягом — кілтом, який має безліч забарвлень (тартанів). Також в Шотландії розвинене рукоділля.

## Національні символи

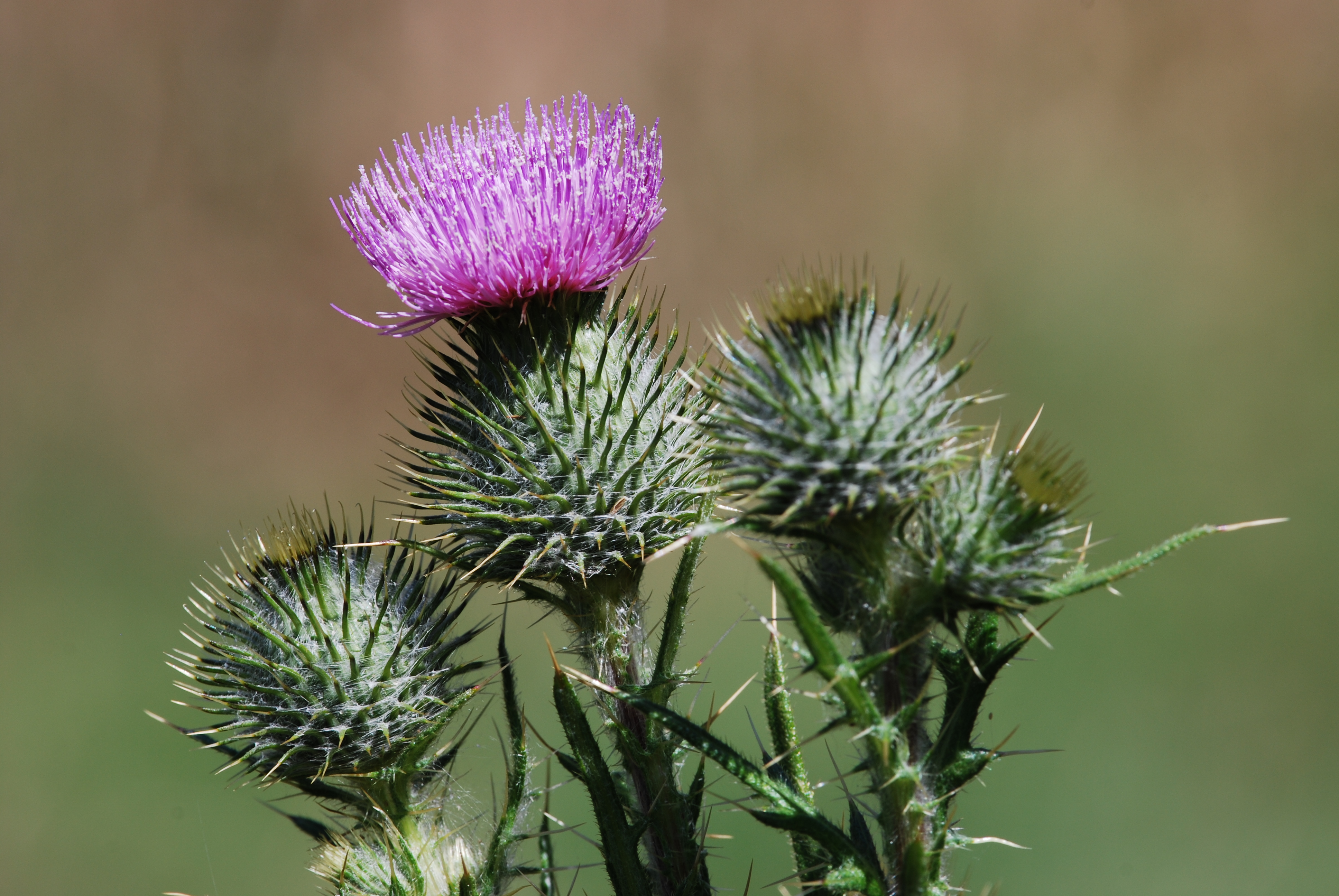
Квітка будяка, традиційний символ Шотландії

- Апостол Андрій вважається покровителем Шотландії, згідно з легендою, його мощі були перенесені в VIII столітті з Константинополя до шотландського міста Сент-Ендрюс. Зображення апостола, а також X-подібного хреста, на якому він, за переказами, був розіпнутий, служать символами Шотландії.
- Волинка — національний музичний інструмент, неофіційний символ Шотландії.
- Герб і королівський штандарт зображують червоного геральдичного лева на золотому полі в оточенні червоної подвійної облямівки пророслої ліліями.
- Гімн Шотландії, «Flower of Scotland».
- Єдиноріг традиційно входив в багато історичних шотландських гербів (часто у вигляді щитотримача).
- Тартан — тканина з орнаментом з горизонтальних і вертикальних смуг. З тканини з таким орнаментом шиють національний одяг Шотландії та зокрема кілти, в Україні її називають «шотландка». Малюнок тартана закріплений за тим чи іншим кланом або сімейством, військовим підрозділом або організацією.
- Прапор Шотландії — являє собою зображення білого Андріївського хреста на небесно-синьому полотнищі.
- Квітка будяка є напівофіційним національним символом Шотландії та зображується, зокрема, на грошових знаках. Згідно з переказом, в XIII столітті прибережні поселення скоттів страждали від набігів вікінгів. Одного разу вдалося уникнути несподіваного нічного нападу завдяки тому, що вікінги босоніж зайшли в зарості шотландського чортополоху, чим видали себе.